# Шапошник, Борис Львович
Бори́с Льво́вич Ша́пошник (17 (30) декабря 1902, Пинск — 12 сентября 1985, Минск) — советский конструктор автомобилей, Герой Социалистического Труда, лауреат Ленинской премии и Государственной премии СССР, заслуженный деятель науки и техники БССР, доктор технических наук.

## Биография

Могила Б. Л. Шапошника на Чижовском кладбище Минска.

Борис Шапошник родился в 1902 году в Пинске в бедной еврейской семье; отец был скорняком. И хотя многодетная семья (ещё до Первой мировой войны в семье Шапошников родились 3 дочери и 2 сына) жила небогато, по традиции, родители не жалели средств, чтобы дать детям образование. Будущий главный конструктор посещал начальную 4-классную школу, а затем высшее 4-классное училище в Пинске. В 1920 году, имея большое желание продолжить своё образование, уехал в Москву. Рабфак, затем МВТУ — в 1929 году Борис Львович, ещё студентом, пришёл на Московский автозавод слесарем-планировщиком, стал ударником труда.
Окончил в 1930 Московское механико-машиностроительное училище (ныне — МГТУ им. Н. Э. Баумана).
Более 10 лет, до 1941, проработал на заводе АМО (с 1931 — «ЗИС») инженером-конструктором, начальником конструкторского отдела, главным конструктором.
В годы Великой Отечественной войны Шапошник возглавлял (с 1941) конструкторское бюро Ульяновского завода (УАЗ).

### Карьера на МАЗ
С 1949 Шапошник работал на Минском автозаводе начальником конструкторского бюро карьерных самосвалов большой грузоподъёмности. В короткие сроки были разработаны двухосный МАЗ-525 (грузоподъёмность 25 т) и трёхосный МАЗ−530 (грузоподъёмность 40 т).
С 1954 Б. Л. Шапошник — главный конструктор СКБ «МАЗ». Под его руководством была создана гамма колёсных артиллерийских тягачей с колёсной формулой 8х8, а затем серия шасси для самоходных пусковых установок большой мощности.
В 1968 Б. Л. Шапошнику и группе его соратников за создание этого семейства автомобилей-тягачей была присуждена Государственная премия.
В 1973 за заслуги в создании автомобилей высокой проходимости и грузоподъёмности Б. Л. Шапошнику присвоено звание Героя Социалистического труда.
В 1985 Борис Львович ушёл из жизни.
В его честь названа улица в г. Пинске.

## Признание
- Герой Социалистического Труда (1973);
- Два ордена Ленина (1968, 1973);
- Орден Трудового Красного Знамени (1944);
- Орден «Знак Почёта» (1959);
- Ленинская премия (1976);
- Государственная премия СССР (1968);
- медали;
- Заслуженный деятель науки и техники Белорусской ССР (1962).